# Info TV
Az Info TV (vagy MTVA Info) egy földi sugárzású közszolgálati televízióadó volt, amely 2013. április 4-én indult. A MinDig TV „A” multiplexén volt fogható 2014. január 31-ig. A 302 napot élt csatorna tartalmát tekintve egy videotext alapú hírcsatorna volt, elsősorban a 2013-as digitális átállással kapcsolatos információkat sugározta. SD minőségben, 16:9-es képaránnyal sugározott. A MinDig TV Extra információi szerint 2014. január 31-én lekapcsolásra került. Csak a MinDig TV kínálatában volt fogható, a műholdas, kábeles vagy IPTV szolgáltatóknál nem volt elérhető.